# بووا
بووا (به ایتالیایی: Bova) یک کومونه در ایتالیا است که در استان رجو کالابریا واقع شده‌است. بووا ۴۶٫۹ کیلومتر مربع مساحت و ۴۶۱ نفر جمعیت دارد و ۸۲۰ متر بالاتر از سطح دریا واقع شده‌است.